# Balenit
Balenit – rodzaj uszlachetnionej sklejki, która charakteryzuje się bardzo dużą wytrzymałością na rozrywanie. Prasowanie balenitu odbywa się na gorąco, gdzie warstwy brzozowego forniru są nasiąknięte NaOH oraz nasączone żywicą fenoloformaldehydową. Materiał ten stosowany jest do wytwarzania foremników do tłoczenia części blaszanych w różnych konstrukcjach lotniczych.